# Olosz Lajos
Olosz Lajos (Ágya, Arad megye, 1891. augusztus 23. – Marosvásárhely, 1977. április 26.) költő, a két világháború közötti erdélyi magyar líra kiemelkedő alakja.

## Élete
Id. Olosz Lajos, Ágya község jegyzője és Podhorszky Gizella okleveles tanítónő gyermeke volt. Apai ágon olasz származású, a lázadó ős a dalmát partokról került Erdélybe, 1617-ben nemességet kapott, és idővel beolvadt az erdélyi magyarságba. Anyai ági ősei az 1772-ben feloszlott Lengyelországból menekültek Felső-Magyarországba. Nagyapjának testvére, a nagy műveltségű Podhorszky Lajos a két Széchenyi fiú, majd Karagyorgyevics Sándor szerb fejedelem fiainak nevelője, a Magyar Tudományos Akadémia levelező tagja volt.
A gyermek Olosz Lajos  ötéves  korában került el a szülői házból németboksáni nagybátyjához, a puritán életszemléletű Olosz Istvánhoz, akinek vakvezetője, felolvasója, titkára lett. Nagy hatással volt érzelemvilágára, jellemének formálására, általános műveltségének alakulására.
Az alsó osztályokat magánúton, középfokú tanulmányait Nagykőrösön (szintén magánúton), majd Szegeden végezte. Nagyon vonzotta a képzőművészeti pálya, néhány kartonjával részt vett egy londoni kiállításon is. Mikor összekülönbözött rajztanárával, örökre búcsút mondott a festőművészetnek, de a színek világának nem: ez a líra szintjén vált költői képteremtésének legfontosabb eszközévé.
Első irodalmi sikerélménye egy Goethe-ballada és egy Horatius-óda fordításával elnyert önképzőköri pályadíj volt. A Hét című kisjenői lapban tizenhat éves korában, 1907. október 27-én jelent meg első verse, a Rodostói árva. Ezután Kolozsváron folytatta jogi tanulmányait. Rendkívüli hatással volt rá professzora, a jogfilozófus Somló Bódog, valamint kiváló barátokra tett szert Moór Gyula és Reményik Sándor személyében. Az előbbi a jogbölcselet felé csábította, utóbbi a költészet világába vonzotta.
„Sub auspiciis regis” királygyűrűsként avatták a jogtudományok doktorává 1917-ben. A háborús események és édesapjának halála a gyakorlati életre kényszerítették: az ügyvédi pályát választotta, és 1917-ben, kis marosvásárhelyi megszakítással végül Kisjenőn telepedett le.
Szellemi vonatkozásban Reményik ráhatása győzött. Olosz Lajos távol maradt az irodalmi pezsgésű városok zajától, vidéki magányában a költészet mellett kötelezte el magát. Reményik kisjenői látogatásakor magával vitte Olosz verseit Kolozsvárra, és az Erdélyi Szemlében, majd a Pásztortűzben közölni kezdte őket. Felújította barátságát Berde Máriával és megismerkedett Molter Károllyal. Lassan-lassan kötetnyire duzzadt versesgyűjteménye, s 1923-ban megjelent a „Gladiátorarc”. Költészete „csiszolatlan gyémántok nyers és szigorú világa” – állapította meg Reményik Sándor az Ellenzék 1923-as karácsonyi számában.
Második kötete, az Égő csolnakon (1926) megjelenésekor a Korunk 1926-os októberi számában Szentimrei Jenő „újklasszikusnak” nevezte Oloszt. 1931-ben jelent meg harmadik verseskötete, a Barlanghomály. 1933. május 14-én Kisjenőn megalakult az Erdélyi Magyar Írói Rend (EMÍR) Berde Mária, Tabéry Géza és Olosz Lajos részvételével. 1943–44-ben társszerkesztője volt az aradi Havi Szemlének, és a temesvári Déli Hírlapnak.
1944–45-ben internálták, sorsa a meghurcoltatás volt: tizenhét hónapi munkatábor a „felszabadulás” első éveiben. Rendkívül nehéz időszak volt ez számára; gondjait tovább szaporította fiai bizonytalan helyzete, hisz az idősebb, dr. Olosz Iván ügyvéd (1918-1990) akkor a Magyar Királyi Honvéd Légierő tisztje volt, csak 1945 áprilisában térhetett haza, míg az ifjabb, dr. Olosz Egon (1920-1995), a későbbi orvosprofesszor 1944 nyarán tért haza.
1967-ben az írószövetség tagja lett, elkezdődött Olosz Lajos visszahódítása, újrafelfedezése.
„Vénségemre lettem az irodalomnak édesgyermeke” – nyilatkozta Marosi Ildikónak. Összefoglaló verseskötete (1968), majd a „Legszebb versek” (1971) , az öregkori „Hattyúének” (1972), s végül az istenes verseket tartalmazó „Szeplőtelen oltár” (1997) megnyitották az utat a tömegek általi megismerésre.

## Emlékezete
Az általa vezetett nagyzerindi Irodalmi Kör halála után munkássága iránti tiszteletből felvette a Olosz Lajos Irodalmi Kör nevet. Ma is ismertetik és népszerűsítik hajdani irányítójuk, majd névadójuk alkotásait.

## Művei
- Gladiátorarc, 1923, Kolozsvár
- Erdélyi lírai antológia, 1924, Berlin
- Égő csolnakon, 1926, Kolozsvár
- Erdélyi Helikon Anthologiája, 1927, Kolozsvár
- Barlanghomály, 1931, Kolozsvár
- Az Erdélyi Helikon költőinek anthologiája, 1934, Kolozsvár
- Romániai magyar írók antológiája, 1943, Nagyenyed
- Versek; vál., bev. Szász János; Irodalmi, Bukarest, 1968 (Romániai magyar írók)
- Olosz Lajos legszebb versei; vál., jegyz. Méliusz József; Albatrosz, Bukarest, 1971
- Hattyúének. Versek 1968–1971; Kriterion, Bukarest, 1972
- Szeplőtelen oltár. Olosz Lajos istenes versei; vál., szerk., előszó Csanádi János; Kölcsey Egyesület–Olosz Lajos Irodalmi Kör–Körösmente Irodalmi Kör, Arad–Nagyzerind–Kisjenő, 1997 (Fecskés-könyvek)
- Hittel a mélységek felett. Levelek a lágerből; bev. Marosi Ildikó, vál., jegyz. Kisné Olosz Klára; Pallas-Akadémia, Csíkszereda, 2001
- Félig élt élet. Olosz Lajos és Reményik Sándor levelezése, 1912–1940; sajtó alá rend. Kis Olosz Klára; Polis, Kolozsvár, 2003
- Könyörtelen mesék. Összes versek; előszó Pomogáts Béla; Pallas-Akadémia, Csíkszereda, 2004
- Lám Béla levelezése. Áprily Lajossal, Mannsberg Arvéddal, Olosz Lajossal és Reményik Sándorral; összeáll. Hantz Lám Irén; Stúdium, Kolozsvár, 2005